# Ragodeš
Ragodeš (en serbe cyrillique : Рагодеш) est un village de Serbie situé dans la municipalité de Pirot, district de Pirot. Au recensement de 2011, il comptait 138 habitants.

## Démographie
| 1948  | 1953  | 1961 | 1971 | 1981 | 1991 | 2002 | 2011 |
| ----- | ----- | ---- | ---- | ---- | ---- | ---- | ---- |
| 1 051 | 1 000 | 873  | 776  | 556  | 358  | 234  | 138  |

|  |